# Творческие способности
Творческие способности — способности человека принимать творческие решения, понимать, принимать и создавать принципиально новые идеи.
В повседневной жизни творческие способности проявляются как смекалка — способность достигать цели, находить выход из кажущейся безвыходной ситуации, используя обстановку, предметы и обстоятельства необычным образом.
В широком смысле — нетривиальное и остроумное решение проблемы, причём, как правило, неспециализированными инструментами или ресурсами. Имеется также в виду способность к смелым, нестандартным решениям проблем.

## Креативность с точки зрения психологии
По мнению Элиса Пола Торренса, креативность включает в себя повышенную чувствительность к проблемам, к дефициту или противоречивости знаний, действия по определению этих проблем, по поиску их решений на основе выдвижения гипотез, по проверке и изменению гипотез, по формулированию результата решения. Для оценки креативности используются различные тесты дивергентного мышления, личностные опросники, анализ результативности деятельности. С целью содействия развитию творческого мышления могут использоваться учебные ситуации, которые характеризуются незавершенностью или открытостью для интеграции новых элементов, при этом учащихся поощряют к формулировке множества вопросов.
Существуют психологические инструменты измерения творческого (креативного) мышления; самый известный в мировой психологической практике — Тест Пола Торренса. Этот тест позволяет оценить:
- вербальную креативность
- образную креативность
- отдельные креативные способности:
  - беглость — этот количественный показатель, в тестах чаще всего это количество разных решений выполненных заданий. Оценивается на тестах, состоящих из «малых творческих задач» — задач на соображение и разные головоломки; по существенному сходству процесса решения их объединяют, также, под общим названием «задачи на соображение».[1]
  - гибкость — этот показатель оценивает разнообразие идей и стратегий, способность создавать новые, модифицировать и комбинировать идеи с стратегии, переходить от одного аспекта к другому.
  - оригинальность — этот показатель характеризует способность выдвигать идеи, отличающиеся от очевидных, общеизвестных, общепринятых, банальных или твердо установленных.
  - способность видеть суть проблемы.
  - способность сопротивляться стереотипам.

## Критерии креативности
Критерии креативности:
- беглость — количество идей, возникающих в единицу времени;
- оригинальность — способность производить необычные идеи, отличающиеся от общепринятых;
- гибкость. Как отмечает Ранко, важность этого параметра обуславливается двумя обстоятельствами: во-первых, данный параметр позволяет отличать индивидов, которые проявляют гибкость в процессе решения проблемы, от тех, кто проявляет ригидность в их решении, и во-вторых, позволяет отличать индивидов, которые оригинально решают проблемы, от тех, кто демонстрирует ложную оригинальность.
- восприимчивость — чувствительность к необычным деталям, противоречиям и неопределенности, готовность быстро переключаться с одной идеи на другую;
- метафоричность — описание представлений одних областей знаний, языком и способом других, перенесение знаний и представлений из одних областей в другие,  мышление в одних сферах знаний, обычно вновь создаваемых, средствами других, готовность работать в совершенно необычном контексте, склонность к символическому, ассоциативному мышлению, умение увидеть в простом сложное, упростить  сложное.
- удовлетворенность — чувство понимания, что задача решена, итог проявления креативности. При негативном результате теряется смысл и дальнейшее развитие чувства.[2]

По Торренсу
- Беглость — способность продуцировать большое количество идей;
- Гибкость — способность применять разнообразные стратегии при решении проблем;
- Оригинальность — способность продуцировать необычные, нестандартные идеи;
- Разработанность — способность детально разрабатывать возникшие идеи.
- Выход за пределы замкнутости, границы известного — способность не следовать стереотипам и длительное время «оставаться открытым» для разнообразной поступающей информации при решении проблем.
- Способность создавать обобщённые, абстрактные название, базирующееся на понимание сути проблемы того, что действительно существенно. Процесс называния отражает способность к трансформации представлений, образной информации в словесную форму

Кроме того, существует такой критерий, как способность к лёгкому генерированию большого количества идей.
По второй гипотезе, высказанной в 2002 году антропологом Ричардом Клайном из Стэнфордского университета, появление креативности носило скачкообразный характер. Она возникла вследствие внезапной генетической мутации около 50 тысяч лет назад.